# 格拉尔德·梅斯伦德
格拉尔德·梅斯伦德（德語：Gerald Messlender，1961年10月1日—2019年6月20日），奥地利足球运动员，司职后卫。
梅斯伦德职业生涯效力于艾特米拿華卡默德林足球會，Tirol Innsbruck和奧地利路斯登洛體育會。他还代表奥地利参加了1982年国际足联世界杯。